# Зимарово (Александро-Невский район)

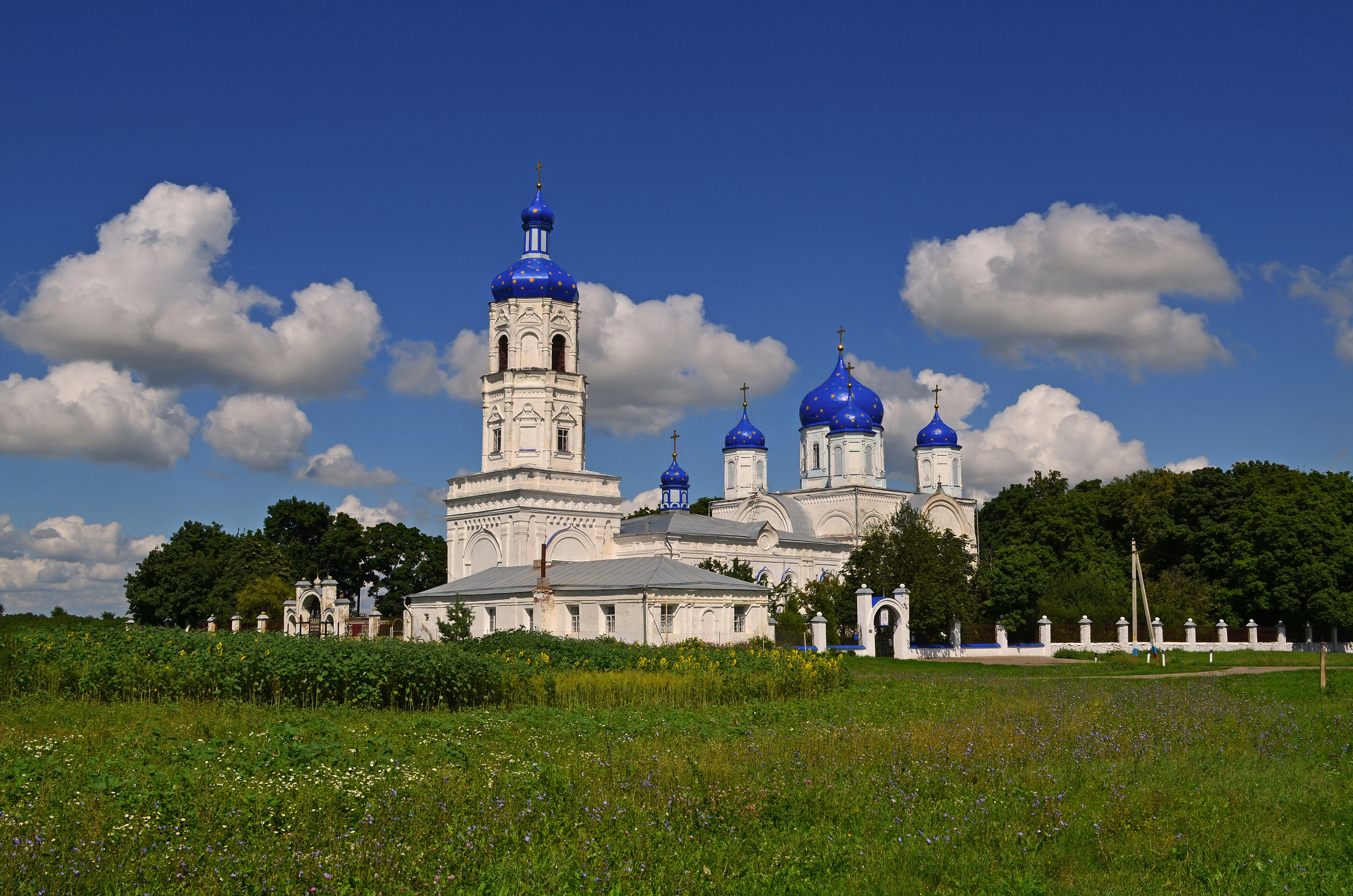
Церковь Боголюбской Богоматери,2016 год

Зимарово (Архангельское, Васильевское, Колобово) — село в составе Борисовского сельского поселения Александро-Невского района Рязанской области России.
Расположено в 160 км к югу от Рязани, на федеральной трассе Р-22 (бывшая М-6), недалеко от границы с Тамбовской и Липецкой областями.

## История
Село известно с XVII века.
Усадьба создана в последней четверти XVIII века гвардии поручиком В.А. Лопухиным (1746-1821), женатым на княжне А.П. Гагариной (1747-1777). В первой половине XIX века усадьбой владел дворянин П.А. Колобов, затем его дочь Н.П. Колобова (1827-1894), вышедшая замуж за уездного предводителя дворянства действительного статского советника, князя С.В. Волконского (1819-1884). Далее их сын политический деятель, член 1-й Государственной Думы и Государственного Совета, один из основателей "Союза 17 октября", действительный статский советник, князь Н.С. Волконский (1848-1910), женатый на А.А. Малёванной. В 1910-х годах их сын князь С.Н. Волконский (г/р 1885).
В первой половине XIX века в селе была еще одна усадьба, принадлежащая капитану А.И. Стаховичу (1794-1871), женатому первым браком на Н.М. Перваго (ум. 1842). Затем их дочери М.А. Стахович (1827-1872), вышедшей замуж за хирурга, ученого-медика, президента Медико-хирургической Академии надворного советника П.А. Дубовицкого (1815-1868). В начале XX века по родству П.А. Стаховичу, в 1910-х годах А.А. Стаховичу. В имении Стаховичей действовал конный завод.
Сохранилась действующая церковь во имя Боголюбской иконы Божьей Матери 1849-1852 года, построенная вместо прежней деревянной, с приделами 1870-х годов и колокольней 1861-1869 годов. Обваловка территории усадьбы или сада, спущенные пруды. Супруги князья С.В. и Н.П. Волконские и их сын князь Н.С. Волконский погребены в фамильном склепе у храма, часть надгробий сохранились.
Усадьба П.А. Колобова славилась талантливыми кружевницами и вышивальцами. В 1897 году князь Н.С. Волконский передал коллекцию ручной вышивки крестьянок в музей Рязанской учёной комиссии (сейчас в фонде этнографии рязанского историко-архитектурного музея-заповедника), а в 1898 году семейную реликвию - кольчугу. Подготовил к печати труд умершего А.Д. Повалишина: "Рязанские помещики и их крепостные".

## Население
| 1859 | 1897 | 1906 | 2010 | 2023 |
| ---- | ---- | ---- | ---- | ---- |
| 643  | ↘616 | ↗693 | ↘311 | ↘299 |

## Достопримечательности

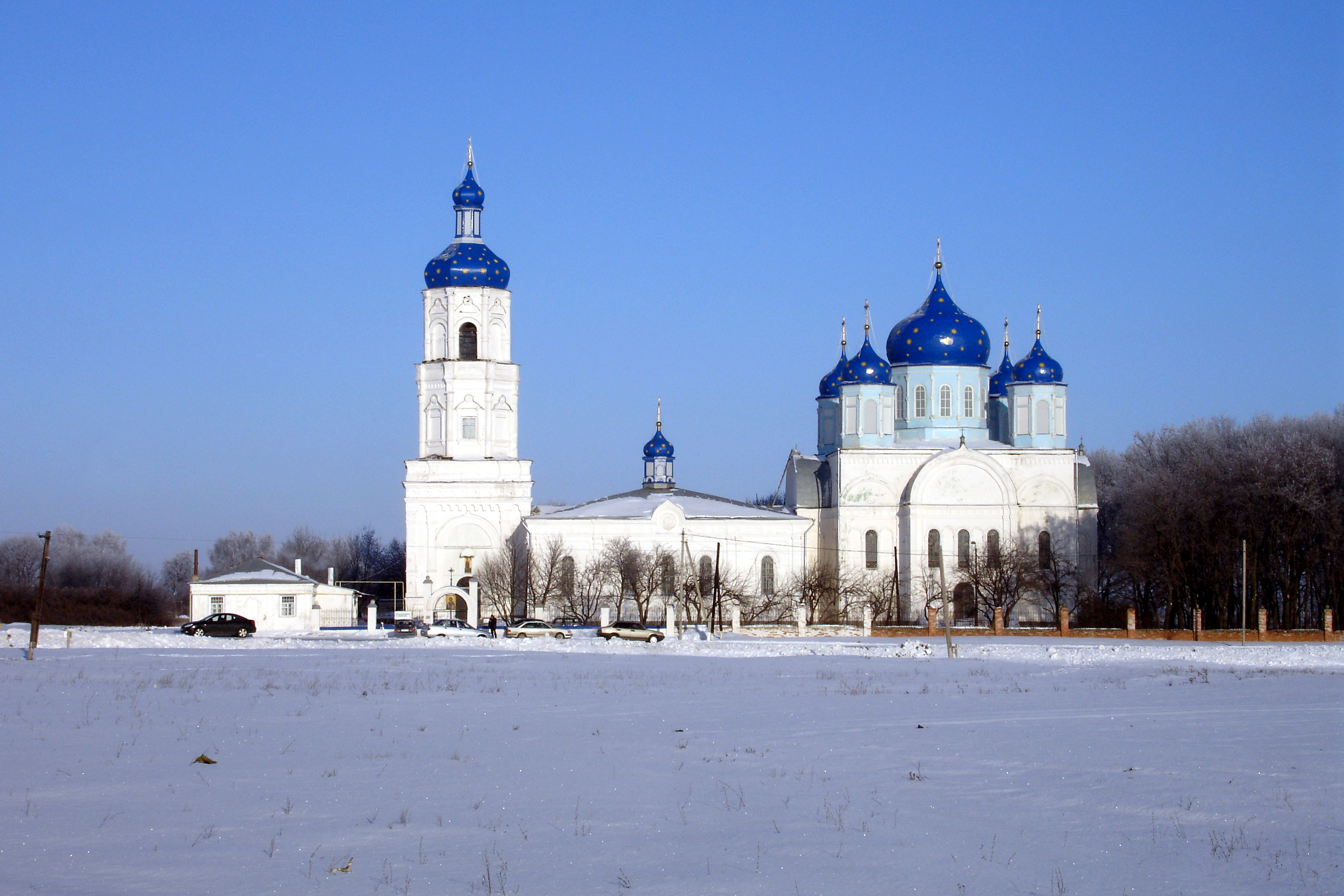
Боголюбская церковь в селе Зимарово

- Церковь Боголюбской Богоматери,[8] ранее в церкви хранилась Зимаровская икона Богоматери.[9]

## Известные уроженцы и жители
- Сорокин, Ефим Иванович — депутат II Государственной Думы Российской Империи.
- Волконский, Николай Сергеевич — депутат I и III Государственной Думы Российской Империи.[10][11]
- Епископ Василий (в миру Василий Иванович Зеленцов) — епископ Русской православной церкви, епископ Прилукский, викарий Полтавской епархии. Причислен к лику святых Русской православной церкви в 2000 году.